# Dewi Nawang Wulan
Dewi Nawang Wulan is een volksverhaal uit Indonesië.

## Het verhaal
Dewi Nawang Wulan is de vrouw van Kyai Ageng van Tarub en komt oorspronkelijk niet uit de omgeving. De moeder van Kyai, Mah Ageng, ontving haar met open armen en er werd spoedig bruiloft gevierd. Kyai wilde niet dat zijn vrouw zwaar werk doet op de sawahs, het is ook niet nodig want hij is een van de rijkste mannen van het dorp. Hij bezit rijstvelden en karbouwen. Dewi houdt het huis schoon en kookt het eten en ze staat dromend in de deuropening. Ze denkt aan haar thuis, want zij is een hemel-nimf die gevangen is in het aards bestaan.
Op de dag Kliwon, dinsdag, daalde Dewi met de andere nimfen neer om te baden. Kyai was met zijn blaasroer het bos in getrokken om op vogels te jagen. Een vogel lokte hem naar de plek waar nog geen sterveling was gekomen en hij zag zeven hemelnimfen neerdalen. Ze legden hun nimfenkleed af en baadden zich als gewone vrouwen in lange sarongs. De jager was als betoverd en greep een kleed van een van de nimfen. De nimfen vliegen weg, maar een nimf zoekt haar kleed en kan haar zussen niet volgen. Als Kyai tevoorschijn springt, moet ze haar toorn bedwingen en smeekt om haar kleed. Hij dwingt haar bij hem te blijven als vrouw, maar belooft haar nimfenkleed terug te geven als het verlangen naar haar zusters te machtig wordt.
Dewi besluit de jongeman te vertrouwen en geen enkel verwijt komt over haar lippen. Ze is als een zonnetje voor haar omgeving en de moeder van Kyai leeft op en haar gerimpelde gelaat krijgt een jeugdige glans in de nabijheid van haar schoondochter. Na een jaar krijgt Dewi een weemoedige trek in haar gezicht en zegt dat de heimwee te machtig is. Maar Kyai wil haar niet kwijt en in het tweede jaar wordt Dewi moeder. Kyai hoopt dat Dewi nu op aarde blijft en er zijn dagen, soms weken, waarin Dewi verdiept is in de zorg voor haar kind. Maar er zijn tijden dat ze haar kindje vergeet en het huilt in de slendang op de rustbank van de honger. Op een dag zegt Dewi Kyai op de rijst te passen, terwijl zij naar de markt gaat. Hij mag onder geen beding in de pan kijken.
Kyai loopt naar de schuur en ziet tot zijn verbazing dat deze nog vol is. Hij loopt naar de pan en tilt het deksel op. Er ligt maar één rijstaar in het water en hij snapt dat de kracht van de hemelnimf genoeg rijst heeft doen verschijnen voor het middag- en avondmaal. Hij doet het deksel terug op de pan en snapt niet dat de bovennatuurlijke verrichting niet meer herhaald kan worden nu een mens het heeft gezien. Dewi Nawang Wulan komt thuis en doet het deksel van de pan, er is geen korreltje bijgekomen sinds die ochtend. Haar man heeft voor een tweede maal zijn woord gebroken, maar ze klaagt niet. Als een gewone vrouw staat ze dagelijks rijst te stampen bij het rijstblok en ze doorzoekt het huis om haar gewaad te vinden.
De rijst is bijna op, de vloer is al te zien. Op een dag vindt Dewi haar nimfengewaad en trekt het aan. Kracht stroomt door haar aderen en ze neemt het kind in de armen en drukt het aan haar hart. Ze moet scheiden van haar dochtertje, mensenkinderen kunnen haar niet volgen. Ze voedt het de laatste maal en legt het in de slendang. Ze stapt op haar man af en zegt dat ze hem trouw gediend heeft. Ze heeft alles verdragen, tot hij een tweede maal zijn belofte schond. Als het kind gaat huilen, moet hij het op de bamboestellage leggen. Hij moet een halm zwarte kleefrijst branden en zij zal komen om het kind te voeden. Kyai ziet hoe Dewi een halm zwarte kleefrijst in brand steekt en met de rook omhoog zweeft. Ze wenkt nog eenmaal en lacht.
Kyai wijdt zijn leven aan zijn enig kind en neemt nooit een andere vrouw. Sinds die tijd neemt altijd de vrouw het deksel van de rijstpan.

## Achtergronden
- Dewi betekent godin.
- De hemelnimf is de belichaming van de ideale vrouw en wordt in verband gebracht met weven, voedselbereiding en rijstbouw. De toverkracht van Dewi Nawang Wulan verdwijnt als Kyai tegen het verbod in, in de rijstpan gluurt.
- Er zijn wereldwijd vele verhalen over het huwelijk tussen bovennatuurlijk wezen en mens, zoals De heks uit de grot en Met de nachtmaar getrouwd.
- In de Kakawin Arjunawiwaha wordt verteld hoe Arjoena in staat was om de demonenkoning te verslaan. Als beloning mocht hij trouwen met zeven hemelnimfen. Na een tijd keert Arjoena terug naar aarde.
- Het verhaal heeft veel overeenkomsten met De Indische waterlelies, hierin wordt een elfje op aarde gevangen gehouden door een heks. Vergelijk ook De trommelslager en De koning van Zevenbergen.
- De kris wordt ook aangesproken met kyai (ki wat grootvader betekent).